# 乳房胀痛
当乳房充满乳汁时，就会发生乳房胀痛。 症状可能包括疼痛，乳房感觉坚硬。 乳头也可能变得扁平，导致婴儿吃奶困难。 该病通常在产后几天内发作，且两侧乳房均受影响。  并发症可能包括乳腺炎、乳头破裂或女性停止母乳喂养。 
该病通常是由于母乳排出不足所致。 {这可能是由于母乳喂养不足、喂养效果不佳或乳汁分泌过多造成的。 其他风险因素可能包括隆胸。 
可以通过母乳喂养或手动排奶来改善这种情况。 然而，用手挤奶可能会增加乳汁的分泌。 其他措施可能包括使用专门为母乳喂养设计的胸罩、服用布洛芬或对乙酰氨基酚（扑热息痛），或使用冷凝胶包或卷心菜叶。  一般症状会在产=分娩后两周内改善。 大约 15% 至 50% 的女性受到该情况影响。 